# 2009年広島県知事選挙
2009年広島県知事選挙（にせんくねんひろしまけんちじせんきょ）は、2009年（平成21年）11月8日に投票が行われた広島県知事選挙である。

## 概要
2009年の広島県知事選挙では、1993年から4期16年にわたり広島県知事を務める藤田雄山が、不出馬の意向を表明し、新人5人が立候補した。過去3度の選挙は再選を狙う藤田に主要政党が相乗りし、日本共産党公認の候補が挑む、事実上の無風選挙が続いていたため、実に16年ぶりの激戦になった。
藤田雄山は2006年、自身が主催したパーティーでの収入を過少申告して、後援会事務局長が訴追された。さらに、2007年には1997年の広島県知事選挙で、広島県議会議員に金銭を供与した疑惑が発覚。そのため、広島県議会から2006年12月、2007年3月の2度にわたり辞職勧告決議が可決されていた。さらに、直腸癌を患ったため、5選不出馬を表明。しかし、スキャンダルにより藤田知事の影響力は著しく低下しており、後継指名すらままならなかった。そのため、ポスト藤田を選出する県知事選には、史上最多の5人が立候補（藤田が初当選した1993年11月の知事選も同数の5人が立候補）する。また、民主党、自由民主党が、いずれも独自候補の擁立を断念した。これは、県議会で多数を占める自民党系の会派が5つに分裂しており、自民党系の第一勢力である自由民主党広島県議会刷新議員会・県民会議、民主県政会（民主党系）が、与党勢力に属し、自民党系の第二勢力である自由民主党広島県議会議員会が野党勢力に属しており、所属政党が同じであるにもかかわらず、県議会でねじれが生じていたためである。
そのため、民主党は支持組織である連合広島が推薦する湯崎英彦を支援。自民党、公明党、社会民主党は、自主投票に回る一方で、国民新党は代表の亀井静香自らが、自由民主党の衆議院議員河井克行の妻で、前広島県議の河井案里を応援。なお、河井は自民党本部にも推薦を申請したが、夫が衆議院議員であるため、権力集中に対する批判を危惧した自民党により却下された。また、湯崎の支援を決めた民主党であったが、民主党県議の柴崎美智子が民主党県連の反対を押し切って突如立候補を表明し、民主党から除籍された。日本共産党も独自の候補を擁立した。
5人の候補はいずれも藤田県政の継続ではなく、県政の改革を訴えた。理由はいくつか挙げられる。平成不況の影響もあるものの、広島県の財政が著しく悪化し債務が増大したこと。県内の産業のパワーダウンや高校進学率の全国順位の低下、中退率の増加に代表される「負の遺産」が残されたこと。なおかつ、藤田が広島県議会による辞職勧告決議を受け入れず、知事の職に事実上居座った結果として、県民の反発が強まっていたことなどである。
投票は11月8日に行われ、民主党や自由民主党広島県議会刷新議員会が支持する湯崎英彦が、次点の河井案里にダブルスコアの大差をつけて圧勝し、初当選した。

## 立候補者
立候補届出順、2009年10月22日現在のもの
| 候補者名   | 年齢 | 性別 | 所属党派   | 新現元別 | 備考                                                           |
| ---------- | ---- | ---- | ---------- | -------- | -------------------------------------------------------------- |
| 川元康裕   | 42   | 男   | 無所属     | 新       | 学習塾経営                                                     |
| 柴崎美智子 | 54   | 女   | 無所属     | 新       | 前広島県議会議員、学習塾塾長                                   |
| 村上昭二   | 62   | 男   | 日本共産党 | 新       | 日本共産党広島県連委員長                                       |
| 湯崎英彦   | 44   | 男   | 無所属     | 新       | 元通商産業省課長補佐、元アッカ・ネットワークス副社長、会社役員 |
| 河井案里   | 36   | 女   | 無所属     | 新       | 前広島県議会議員。河井克行衆議院議員夫人                       |

## 選挙結果
※当日有権者数：2307449人 最終投票率：33.71%（前回比：+6.55％pts）
| 候補者名   | 年齢 | 所属党派   | 新旧別 | 得票数    | 得票率 | 推薦・支持 |
| ---------- | ---- | ---------- | ------ | --------- | ------ | ---------- |
| 湯崎英彦   | 44   | 無所属     | 新     | 395,638票 | 52.31% |            |
| 河井案里   | 36   | 無所属     | 新     | 195,623票 | 25.87% |            |
| 村上昭二   | 62   | 日本共産党 | 新     | 77,515票  | 10.25% | 推薦…共産  |
| 川元康裕   | 42   | 無所属     | 新     | 57,846票  | 7.65%  |            |
| 柴崎美智子 | 54   | 無所属     | 新     | 29,646票  | 3.92%  |            |

投票総数777,728。無効投票数は21,460